# Elegy (groupe)
Pour les articles homonymes, voir Elegy.
Elegy est un groupe de power metal néerlandais, fondé en 1986 à Eindhoven. Leur musique se caractérise par la fusion du power metal et du metal progressif, ce qui en fait les pionniers du sous-genre «power metal progressif».   
Dès sa formation, le groupe est en proie à une composition en constante évolution : il ne reste dans la formation actuelle qu'un seul membre fondateur. Elegy a actuellement suspendu tout enregistrement ou activité.

## Biographie

### Débuts
Le groupe fut formé en 1986 par les guitaristes Hank van de Laars et Arno van Brussel, qui ont formé la première formation stable d'Elegy avec le chanteur Chris Terheijden, le bassiste Martin Helmantel et Bert Burgers à la batterie. 
En 1986, le nouveau groupe remporte un concours coorganisé par le magazine allemand Metal Hammer et Polydor Records et enregistre leur première démo, Metricide. Après avoir enregistré leur deuxième démo, Better Than Bells, le groupe était déjà suffisamment connu pour tourner avec Angel Witch, Battlezone, Hellion et King Diamond de Paul Di'Anno. 
L'année suivante vint les premiers changements dans le groupe : Ed Warby et Eduard Hovinga rejoignirent le groupe à la batterie et au chant. Cette formation a enregistré une troisième démo appelée Elegant Solution.   

### Premiers albums
En 1992, ils enregistrent leur premier album, Labyrinth of Dreams, et s'assurent un contrat avec le label allemand Shark Records. L'album est un succès au Japon où il atteint la 42e place dans les palmarès des albums.   
Peu après la sortie de l'album en 1993, Ed Warby quitte le groupe pour rejoindre Gorefest, et le batteur Serge Meeuwsen est engagé pour une tournée japonaise aux côtés du claviériste Ton van de Stroom. De retour du Japon, Meeuwsen, van de Stroom et le membre fondateur Arno van Brussel quittent Elegy, pour être remplacés par le batteur Dirk Bruinenberg et le guitariste Gilbert Pot.   
Au printemps 1994, Elegy sort son deuxième album studio, Supremacy, qui reçut peu de promotion de leur maison de disques et n'a été soutenu que par une petite tournée avec Annihilator, Phantom Blue, The Gathering et Gorefest. 

### Lostet changements de line-up
À l'été 1995, l'album Lost est présenté au public, avec le nouveau claviériste Gerrit Hager. Mais peu de temps avant de partir en tournée avec Yngwie Malmsteen, Hovinga, Pot et Hager quittent le groupe. Dans le même temps, la maison de disques allemande Modern Music, qui abrite T&T et Noise Records, offre au groupe un contrat lucratif. 
L'année suivante, le chanteur Ian Parry (ex-Hammerhead) rejoint le groupe et enregistre l'EP Primal Instinct, qui contient des versions acoustiques d'anciennes chansons d'Elegy. 
L'album State of Mind voit le jour en mai 1997 avec de bonnes critiques et ventes, tant en Europe qu'au Japon. Elegy fait une tournée européenne avec le groupe finlandais Stratovarius pour promouvoir le nouvel album. 
Chris Allister se joint aux claviers pour l'album-concept Manifestation of Fear, sorti à l'été 1998. Le groupe co-dirige une tournée européenne avec le groupe de power metal américain Kamelot la même année. 
Après la tournée en 1999, Parry commence un projet parallèle avec Bruinenberg à la batterie. À la fin de l'année, Henk van de Laars, membre fondateur, et Chris Allister quittent Elegy. Le virtuose de la guitare français Patrick Rondat rejoint le groupe la même année et enregistre le huitième album d'Elegy, Forbidden Fruit, sorti le 18 septembre 2000 et bien reçu par la critique. Forbidden Fruit est le dernier album sorti pour Modern Music, laissant le groupe sans contrat d'enregistrement pendant plus d'un an. Pendant ce temps, les membres du groupe travaillent sur des projets parallèles ou en tant que musiciens de tournée et de session 
Deux ans plus tard, Elegy publie Principles of Pain avec le label espagnol Locomotive Records. Depuis lors, le groupe n'a plus publié d'album et est actuellement en pause. 

### Actualités récentes
Ian Parry a déclaré dans une interview en 2012 qu'il aimerait faire un autre album d'Elegy, si une maison de disques était prête à y investir. Le guitariste Henk van der Laars a notamment écrit plusieurs chansons, mais plus d'efforts seraient nécessaires pour préparer un véritable album... 

## Discographie

### Démos
- Demo 86 (1986)
- Better Than Bells (1987)
- Elegant Solution (1988)
- Labyrinth Of Dreams (1990)

### EP
- Primal Instinct (EP) (1996)

### Albums
- Labyrinth of Dreams (1992)
- Supremacy (1994)
- Lost (1995)
- State of Mind (1997)
- Manifestation of Fear (1998)
- Forbidden Fruit (2000)
- Principles of Pain (2002)

## Membres du groupe

### Membres actuels
- Ian Parry : Chant (depuis 1995)
- Patrick Rondat : Guitares (depuis 1999)
- Martin Helmantel : Basse (depuis 1987)
- Bart Bisseling : Batterie (depuis 2002)
- Joshua Dutrieux : Claviers

### Anciens membres
- Henk van der Laars : Guitares (1986-1999)
- Arno Van Brussel : Guitares (1986-1993)
- Chris Terheijden : Chant (1986-1989)
- Bert Burgers : Batterie (1986-1988)
- Ed Warby : Batterie (1988-1993)
- Eduard Hovinga : Chant (1990-1995)
- Serge Meeuwsen : Batterie (1993)
- Ton van de Stroom : Claviers (1992-1993)
- Dirk Bruinenberg : Batterie (1993-2002)
- Gilbert Pot : Guitares (1993-1995)
- Gerrit Hager : Claviers (1995)
- Chris Allister : Claviers (1998-1999)